# Царят на доларите
„Царят на доларите“ е българска телевизионна новела от 1987 година на режисьора Димитър Караджов, по сценарий на Юлия Каракашева и Димитър Николов. Оператор е Станислав Станчев, музикален оформител Яна Пипкова.

## Сюжет
В новелата се иронизират вещоманията и стремежът към показност.

## Актьорски състав
| Роля                | Изпълнител       |
| ------------------- | ---------------- |
| „Царят на доларите“ | Кирил Кавадарков |
|                     | Иван Янчев       |
|                     | Пламен Дончев    |
|                     | Соня Маркова     |